# Juan Velásquez Gamarra
Juan Raúl Velásquez Gamarra (Iquique, Chile, 8 de marzo de 1906-Lima, Perú, 10 de mayo de 1982) fue un químico farmacéutico y político. Ejerció como alcalde del distrito Lince desde el 10 de octubre de 1945 hasta el 14 de marzo de 1948.

## Biografía
Juan Raúl Velasquez Gamarra nació en la ciudad de Iquique, el 8 de marzo de 1906. Sus padres fueron el peruano don Heraclio Velásquez Salazar y la chilena doña Luisa Gamarra Ríos.
Cursó sus estudios primarios en el Colegio Salesiano Don Bosco de Iquique y sus estudios secundarios en el Colegio Nacional Nuestra Señora de Guadalupe en Lima. En 1920 ingresó a la Universidad Nacional Mayor de San Marcos y se graduó como químico farmacéutuco el 18 de diciembre de 1926; y seguidamente fundó la «Farmacia Velásquez» en Santa Beatriz en la que trabajó hasta su deceso.
En 1930, contrajo matrimonio con doña Lidia Yolanda Olcese Schiaffino, con quien tuvo 5 hijos: Juan, Luisa, Lidia, Adela y Martha, y murió por causas naturales en su domicilio, el 10 de mayo de 1982.

## Actividad política
Don Juan R. inició su carrera política uniéndose a la Juventud Aprista Peruana durante el periodo universitario.
El 18 de mayo de 1936, se promulgó la «Resolución Legislativa Nº 8281» , que creaba el Distrito de Lince en la Provincia de Lima, siendo Presidente del Perú el Mariscal Oscar R. Benavides y Presidente del Senado Don Clemente Revilla. Sin embargo, Don Juan R. inició su mandato a partir del 10 de octubre de 1945.
Este burgomaestre consolidó los límites del distrito e inauguró las primeras obras públicas, entre las que se cuentan la Plaza del Bombero y el Monumento a los Bomberos, además de donar las primeras camisetas al club de futbol «Sport Lince».
El Sr. Rómulo Peñaranda y su hijo Julio Alfonso Peñaranda, ambos vecinos del distrito de Lince y Lobatón y socios activos de la Compañía de Bomberos Voluntarios Cosmopolita, tuvieron la inspirada idea de levantar un monumento en homenaje al bombero peruano, que no existía en esa época en ninguna parte del país. Los bomberos Peñaranda llevaron su sugerencia a la Municipalidad de Lince y Lobatón, siendo aprobado por el entonces Alcalde Velásquez.
En la década del 50, fue encarcelado junto a otros apristas por el gobierno militar de Manuel A. Odria. De ministro de Gobierno y Policía le pidió al presidente José Luis Bustamante y Rivero reprimir a estos opositores, con los que hizo una alianza para ganar las elecciones de 1945. Bustamante no aceptó y meses después Odría desde Arequipa encabezó un golpe de Estado contra él, aduciendo debilidad frente a los apristas y comunistas. En el poder, el presidente de facto promulgó la «Ley de Seguridad Interior de la República», que dejó fuera de la ley a ambos partidos.